# غودوماريا
غودوماريا، النيجر هي مدينة في جنوب شرق البلاد، في منطقة ديفا، شمال غرب ديفا. غودوماريا هي موقع إداري في دائرة مين-سوروا، وتبعد تقريبا 50 كيلومترا شمال الحدود النيجيرية وحوالي 50 كم شرق مدينة سوبدو الصغيرة.

## مناخ
تاريخياً هي منطقة رعوية وذات زراعة هامشية، في منطقة الساحل المحاذية للصحراء الكبرى. أدى التصحر إلى نمو زراعة نخيل التمر في العقود الأخيرة.